# Lupin the 3rd - THE MASTER FILE
Lupin the 3rd - THE MASTER FILE è un videogioco del 1996 basato sulla popolare serie Lupin III di Monkey Punch. Prodotto da Mizuki per piattaforma Sega Saturn, è in realtà una raccolta di materiale riguardante il mondo di Lupin III dal 1971 al 1994.
All'interno del videogioco si trovano le schede sui personaggi, le mappe di alcuni luoghi, i disegni originali, le musiche e i riassunti delle trame.
Nella confezione è allegata anche la locandina giapponese del film Lupin III: The Movie - Dead or Alive.
Una raccolta simile per Sega Saturn di materiale su Lupin III è Lupin the 3rd - Chronicles, uscita l'anno successivo.
Nel 2012 è uscito in Giappone Rupan Sansei - Master File, anch'essa una raccolta, sia di materiale storico che nuovo, pubblicata su DVD e Blu-ray Disc.